# Cabo Delgado
Cabo Delgado is een provincie in Mozambique. De provincie heeft een oppervlakte van 77.867 km² en een inwonertal van ongeveer 1,5 miljoen. De hoofdstad van de provincie is Pemba, met ongeveer 85.000 inwoners.
Cabo Delgado grenst aan Tanzania en was tijdens de onafhankelijkheidsoorlog tegen de Portugezen de provincie waar het FRELIMO het actiefste was.
De eilandengroep en natuurpark Quirimbas liggen in de provincie.
Sinds 2017 lijdt de provincie onder rebellie van islamitische strijders van Ahlu Sunnah Wa-Jama die een islamitische staat met sharia-wetgeving willen vestigen. 

## Districten
De provincie Cabo Delgado is onderverdeeld in de navolgende zestien districten:
- Ancuabe
- Balama
- Chiúre
- Ibo
- Macomia
- Mecúfi
- Meluco
- Mocímboa da Praia
- Montepuez
- Mueda
- Muidumbe
- Namuno
- Nangade
- Palma
- Pemba Metuge
- Quissanga

Verder is de provincie nog onderverdeeld in de navolgende gemeenten:
- Mocimboa da Praia
- Montepuez
- Pemba

Cabo Delgado · Gaza · Inhambane · Manica · Maputo · Nampula · Niassa · Sofala · Tete · Zambezia · Maputo (stad)